# Quake III Arena
Quake III Arena (Quake 3, of afgekort als Q3A of Q3, ook bekend onder de werktitel Trinity) is een multiplayer first-person shooter die op 2 december 1999 werd uitgebracht door id Software. Quake III Arena is het derde spel uit de Quake-reeks. Een belangrijk verschil met de voorgaande edities is dat in dit deel de nadruk ligt op de multiplayer.
Quake III Arena was de directe concurrent van het tien dagen eerder uitgebrachte Unreal Tournament van Epic Games. Beide spellen waren primair als multiplayer-game bedoeld en een vervolg op commercieel succesvolle voorgangers. Daarom worden de twee spellen vaak met elkaar vergeleken. De AI van de tegenstanders en de variatie aan wapens en gamemodes van Unreal Tournament worden algemeen beter geacht dan Quake III Arena. Q3A wordt daarentegen superieur bevonden wat betreft de stroomlijning van de gameplay en de graphics.

## Platforms
| Jaar | Platform                  |
| ---- | ------------------------- |
| 1999 | Linux, Macintosh, Windows |
| 2000 | Dreamcast                 |

## Ontvangst
| Beoordeeld door       | Platform  | Datum             | Score |
| --------------------- | --------- | ----------------- | ----- |
| Game Vortex           | Dreamcast | 2000              | 100%  |
| Game Chronicles       | Dreamcast | 25 oktober 2000   | 96%   |
| GameSpot              | Dreamcast | 24 oktober 2000   | 94%   |
| PC Player (Duitsland) | Windows   | december 1999     | 93%   |
| Mac Ledge             | Macintosh | 27 januari 2000   | 90%   |
| HappyPuppy            | Macintosh | 10 februari 2000  | 90%   |
| GameSpy               | Windows   | 9 december 1999   | 90%   |
| Eurogamer.net (GB)    | Windows   | 16 december 1999  | 90%   |
| Gamekult              | Windows   | 11 september 2000 | 90%   |
| Gamekult              | Dreamcast | 9 december 2000   | 80%   |

## Trivia
- Het spel is opgenomen in het boek 1001 Video Games You Must Play Before You Die van Tony Mott.